# Theodoros von Asine
Theodoros von Asine (altgriechisch Θεόδωρος ὁ Ἀσιναῖος Theódōros ho Asinaíos; * wohl um 275/280; † vermutlich spätestens um 360) war ein spätantiker Philosoph der neuplatonischen Richtung.

## Leben
Theodoros stammte aus der Stadt Asine (heute Koroni) in Messenien. Über seine Herkunftsfamilie ist nichts bekannt. In seiner Jugendzeit war er in Rom Schüler des Neuplatonikers Porphyrios. Nach dessen Tod schloss er sich zeitweilig Iamblichos an, dem bekanntesten Schüler des Porphyrios. Später zeigten sich aber gewichtige philosophische Meinungsverschiedenheiten zwischen Theodoros und Iamblichos. Dabei verteidigte Theodoros ältere Lehrmeinungen (Positionen der Neuplatoniker Porphyrios und Amelios Gentilianos sowie des Mittelplatonikers Numenios) gegen die Ansichten des Iamblichos.
Unklar ist, ob Theodoros mit einem nicht namentlich genannten „Philosophen aus Rhodos“ gleichzusetzen ist, der – wie aus einem Bericht des Proklos hervorgeht – zu den Kommentatoren von Platons Dialog Parmenides gehörte. Henri Dominique Saffrey, der die Hypothese der Identität vertritt, vermutet, es liege ein Versehen eines unachtsamen Abschreibers vor, der „aus Rhodos“ schrieb, während im Originaltext „Theodoros“ gestanden habe.

## Werke
Die Werke des Theodoros sind verloren, aber in späterer Literatur sind Angaben über ihren Inhalt überliefert. Von zwei Schriften sind die Titel bekannt: „Über die Namen“ (Perí onomátōn) und „Dass die Seele alle Gestalten ist“ (Hóti hē psychḗ pánta ta eídē estí). „Über die Namen“ behandelte wohl die Terminologie der neuplatonischen Metaphysik; zu den Themen der Abhandlung „Dass die Seele alle Gestalten ist“ gehörten neben der Seelenwanderung die Konsequenzen des Lehrsatzes, dass die Seele „alles ist“. Außerdem kommentierte Theodoros wahrscheinlich Platons Dialoge Timaios, Politeia, Phaidon und Philebos sowie die Kategorien des Aristoteles. Allerdings handelte es sich bei den Kommentaren möglicherweise nicht um von ihm autorisierte Werke, sondern nur um Nachschriften von Schülern aus seinem Unterricht.

## Lehre

### Ontologie und Seelenlehre
Theodoros vertritt eine Variante des Neuplatonismus, die eine Zwischenstufe zwischen dem System des Iamblichos und demjenigen des Proklos darstellt und zugleich in mancher Hinsicht eine Alternative zum Denken des Iamblichos bietet. Von Iamblichos übernimmt er das Prinzip der Dreigliederung der einzelnen Seinsbereiche, dessen Umsetzung er in seiner Kosmologie noch ausbaut. An die Spitze der Weltordnung stellt er ein erstes Prinzip („das Erste“), das „unaussprechlich“ (nicht mit Worten umschreibbar) und die Quelle aller Dinge sei. Während Iamblichos zwei erste Prinzipien annimmt, das absolut transzendente Eine, von dem nichts ausgeht, und das Eine als aktives, schöpferisches Prinzip, verzichtet Theodoros auf eine solche Unterscheidung. Auf das erste Prinzip folgen bei Theodoros mehrere hierarchisch angeordnete Hypostasen (Seinsstufen), die jeweils dreigeteilt sind. Unmittelbar unter dem ersten Prinzip befindet sich die Ebene des Intelligiblen, gefolgt von der Ebene des Intellekts. Die Dreiheit (Triade) der Intellektebene besteht aus dem Sein vor dem Seienden, dem Denken vor dem Geist (Nous) und dem Leben (als Infinitiv) vor dem Leben (als Substantiv), das heißt aus den Akten des Seins, Denkens und Lebens. Im Unterschied zu Iamblichos, Syrianos und Proklos weist Theodoros dem Demiurgen (Weltschöpfer) Platons, den er als Dreiheit auffasst, einen ontologisch eigenständigen Bereich zu. Dieser demiurgische Bereich unmittelbar unterhalb der Intellektebene ist eine Triade, die aus dem Seienden, dem Nous und dem Leben besteht. Darunter befindet sich die Ebene der Seelen. Die Quelle der Seelen ist das Leben auf der demiurgischen Ebene. Unter der Seelenebene liegt der Bereich der Materie. Die Seele vermittelt zwischen der intelligiblen und der materiellen, sinnlich wahrnehmbaren Welt; sie kann sowohl in die Materie hinabsteigen als auch zu den oberen Hypostasen emporsteigen und sich mit ihnen vereinigen.
In der Philosophie des Theodoros wird der innere Zusammenhang aller Bestandteile des Kosmos betont. Er meint, jede menschliche Seele sei der Weltseele uneingeschränkt wesensgleich (also nicht nur ähnlich im Sinne einer Verwandtschaft oder einer abgestuften Teilhabe des Niedrigeren am Höheren bzw. Anwesenheit des Höheren im Niedrigeren, soweit dies auf der jeweiligen Seinsstufe möglich ist). In der unter Platonikern umstrittenen Frage, ob die Seele eines Menschen sich auch in einem Tierkörper inkarnieren kann, vertritt er die Auffassung, dass dies möglich ist. Damit widerspricht er sowohl Porphyrios als auch Iamblichos. Nach seiner Ansicht verbindet sich die menschliche Seele, wenn sie in einen Tierkörper eintritt, mit dessen bereits vorhandener Tierseele, ohne sich dabei in ihrem geistigen Wesen zu verändern. Mit dem Tierkörper ist sie nur mittelbar über die Tierseele verbunden.
Die Zeit hält Theodoros für ein Erzeugnis der Weltseele, in welcher er auch die Ewigkeit verortet. Daher steht für ihn die Seele – sowohl die Weltseele als auch die ihr wesensgleiche menschliche Seele – über der Zeit und der Ewigkeit.
Theodoros teilt die von Iamblichos nachdrücklich verworfene Überzeugung Plotins, wonach ein leidfreier Seelenteil auch während des Aufenthalts der Seele im Körper in ständiger Gemeinschaft mit dem göttlichen Bereich verbleibt. Diese Gemeinschaft wird nach seiner Lehre nicht einmal durch einen Eintritt der Seele in einen Tierkörper unterbrochen.

### Geschlechtertheorie
Gemäß dem Gedanken der seelischen Wesensgleichheit der Menschen beurteilt Theodoros das Verhältnis der Geschlechter. Die in Platons Politeia geforderte weitgehende Gleichstellung der Geschlechter hält er für berechtigt, da er davon ausgeht, dass die Tugend (Arete), die erlangt und auf vollendete Weise verwirklicht werden soll, bei Mann und Frau die gleiche ist und daher durch gleiche Erziehung und Aufgabenstellungen anzustreben ist. Gäbe es spezifisch männliche und spezifisch weibliche Tugenden, so wären die Tugenden des einen Geschlechts für das andere nicht vollkommen realisierbar. Da aber eine Tugend nur im Verbund mit den anderen vollendet werden kann, wäre dann eine vollendete Tugend für beide Geschlechter prinzipiell ausgeschlossen. Eine solche Einschränkung der möglichen Tugendhaftigkeit erscheint jedoch aus platonischer Sicht als unannehmbar; sie kann für Theodoros nicht in Betracht kommen.
Theodoros untermauert seine Auffassung nicht nur mit dieser tugendtheoretischen Überlegung, sondern führt auch ethnologische, physiologische und mythologische Argumente für die Gleichstellung an. Dabei verweist er auf die mythischen Amazonen und auf Völker wie die Sarmaten und die Lusitaner, bei denen die Frauen den Männern in der traditionell als männlich geltenden Tugend der Tapferkeit nicht nachständen. Daraus ergebe sich, dass die herkömmlichen Rollenbilder nicht naturgegeben, sondern kulturell bedingt und daher philosophisch irrelevant seien.
Überdies argumentiert er, es gebe neben den männlichen Gottheiten auch Göttinnen, die ebenso wie die Götter glückselig seien. Die Glückseligkeit setze bei Göttern und Göttinnen den Besitz der gleichen Tugend voraus. Somit seien bei den menschlichen Geschlechtern hinsichtlich der Tugend analoge Verhältnisse anzunehmen.
Ein weiteres Argument bezieht Theodoros aus einer Variante des Helena-Mythos, wobei er sich auf eine ägyptische Tradition beruft, die ihm mündlich mitgeteilt worden sei. Nach dieser Version der Sage war Helena, die Gattin des Königs Menelaos, um derentwillen der Trojanische Krieg geführt wurde, nur scheinbar ein sterblicher Mensch. In Wirklichkeit sei sie eine Verkörperung der Göttin Aphrodite gewesen. Sie sei nicht mit dem Entführer Paris nach Troja gelangt, sondern nach Ägypten entrückt worden, wo sie kultisch verehrt wurde. In Troja sei nur ein ihr gleichendes Trugbild eingetroffen. Den Umstand, dass nach diesem Mythos eine Gottheit auch einen Frauenkörper bewohnen kann, nutzt Theodoros zur Rechtfertigung seiner Auffassung vom Rang der Frau.

## Rezeption
Theodoros begründete eine Schulrichtung, für die Kaiser Julian die Bezeichnung „Theodoreer“ verwendete. Dabei handelte es sich um eine Gegenströmung zur Philosophie des Iamblichos. In einem Brief, den Julian vor seiner Erhebung zum Kaiser an den mit ihm befreundeten Neuplatoniker Priskos richtete, warnte er vor dem „Geschrei“ der Theodoreer, die Iamblichos herabsetzten.
Eunapios von Sardes nennt Theodoros unter den bedeutenden Schülern des Iamblichos und hebt seine außergewöhnliche Tugendhaftigkeit hervor. Dass seine Philosophie im 5. Jahrhundert in Neuplatonikerkreisen noch Beachtung fand, zeigen Bemerkungen des Proklos, der ihn rühmend erwähnte und ausgiebig auf seine Timaios-Interpretation Bezug nahm, ihm aber auch oft widersprach. Im Rahmen seiner Auseinandersetzung mit Iamblichos verwertete Proklos Überlegungen des Theodoros. In sonstigen Quellen kommt der Name des Theodoros jedoch selten vor; anscheinend war seinen Schriften keine breite und nachhaltige Wirkung beschieden.